# 24 Ursae Majoris
24 Ursae Majoris (24 UMa / d Ursae Majoris / HD 82210) es una estrella en la constelación de la Osa Mayor de magnitud aparente +4,57.
Se encuentra a 109 años luz del sistema solar.
24 Ursae Majoris es una gigante o subgigante amarilla de tipo espectral G4III-IV con una temperatura efectiva de 5343 ± 33 K.
Tiene un radio 4,6 veces más grande que el radio solar, lejos del tamaño de otras conocidas gigantes amarillas como Capella A o B (α Aurigae), o Vindemiatrix (ε Virginis).
Brilla con una luminosidad 15 veces superior a la luminosidad solar. 
Su masa es aproximadamente un 81 % mayor que la del Sol, siendo su edad aproximada de 1410 millones de años.
Aunque muestra una metalicidad inferior a la del Sol, su abundancia relativa de hierro difiere según la fuente consultada entre el 50 y el 60 % del valor solar.
24 Ursae Majoris es una estrella variable, catalogada como variable RS Canum Venaticorum, que recibe la denominación de DK Ursae Majoris.
La variación de brillo es de solo 0,06 magnitudes, siendo su período de rotación de 10 días.